# Chevy Chase (Maryland)
Chevy Chase es un pueblo ubicado en el condado de Montgomery en el estado estadounidense de Maryland. En el año 2010 tenía una población de 2824 habitantes. Es la sede principal del canal de televisión estadounidense Travel Channel.

## Geografía
Chevy Chase se encuentra ubicado en las coordenadas 38°58′16″N 77°04′35″O / 38.97111, -77.07639 

## Demografía
Según la Oficina del Censo en 2000 los ingresos medios por hogar en la localidad eran de $160.331 y los ingresos medios por familia eran $167.790. Los hombres tenían unos ingresos medios de $100.000+ frente a los $66.705 para las mujeres. La renta per cápita para la localidad era de $70.325. Alrededor del 2.1% de la población estaba por debajo del umbral de pobreza.